# Amt Leutenberg
Das Amt Leutenberg war ein Gerichts- und Verwaltungsbezirk in der Schwarzburg-Rudolstädter Oberherrschaft mit Sitz in Leutenberg.

## Geschichte
Das Amt Leutenberg wurde 1208 von den Schwarzburger Grafen aus dem Reichsgut als Reichslehen erworben. 1274 gehörte es zu Schwarzburg-Schwarzburg, 1361 zu Schwarzburg-Leutenberg, 1564 zu Schwarzburg-Blankenburg und seit 1574 zu Schwarzburg-Rudolstadt.

## Umfang
Das Amt Leutenberg umfasste die Orte:
- Arnsbach
- Döhlen (seit 1747, vorher Patrimonialgericht)
- Gleinau
- Grünau
- Heberndorf
- Herschdorf
- Hirzbach
- Hockeroda
- Hockeroder Hammer
- Ilm (= Dorfilm) (seit 1692, vorher Patrimonialgericht)
- Laasen (seit 1747, vorher Patrimonialgericht)
- Landsendorf
- Roda
- Rosenthal
- Schweinbach (seit 1817, vorher Patrimonialgericht)
- Steinsdorf
- Tauschwitz
- Unterloquitz
- Weißbach (Kondomium)

## Aufgaben
Das Amt Leutenberg war zunächst Gericht erster Instanz und gleichzeitig untere Verwaltungsbehörde. Eine Trennung der Rechtsprechung von der Verwaltung war nicht gegeben.
Die Märzrevolution führte auch in Schwarzburg-Rudolstadt zur Forderung nach Abschaffung der Patrimonialgerichte und zur Trennung von Rechtsprechung und Verwaltung.
Am 1. Juli 1850 traten die Organisationsgesetze in Kraft, die das Gerichtswesen grundsätzlich änderte. Rechtsgrundlage war das Gesetz wegen künftiger Einrichtung der Rechtspflege vom 1. Mai 1850 und das Gesetz über die Zuständigkeit der Gerichte und über den Instanzenzug in bürgerlichen Rechtsstreitigkeiten. Damit waren die Patrimonialgerichte abgeschafft und Verwaltung und Rechtsprechung getrennt worden.
Das Amt Leutenberg war nun ein reines Justizamt, also Gericht erster Instanz mit einem Justizamtmann als Einzelrichter. Darüber stand das Kreisgericht Rudolstadt. Die Verwaltungsaufgaben waren an das neu geschaffene Landratsamt Rudolstadt übergegangen.
In der Reaktionsära wurde die Trennung von Rechtsprechung und Verwaltung aus Kostengründen wieder in Frage gestellt. Die Verordnung über die Organisation der unteren Landesverwaltungsbehörden vom 1. Mai 1858 hob die Landratsämter auf und überwies den Justizämtern die Verwaltungsaufgaben. Auf Wunsch des Landtags wurden mit Gesetz vom 7. Februar 1868 die Landratsämter wieder hergestellt und die Gerichte wieder von den Verwaltungsaufgaben befreit.
Im Rahmen der Einführung der Reichsjustizgesetze wurde das Amt Leutenberg in das Amtsgericht Leutenberg umgewandelt.

## Patrimonialgerichte
Im Amt Leutenberg bestanden eine Anzahl an Patrimonialgerichten. Für diese Orte und Gebiete war nicht das Amt, sondern das jeweilige Patrimonialgericht Eingangsgericht.
| Gericht                            | Sitz            | Art                     | Gerichtsherr / Anmerkungen |
| ---------------------------------- | --------------- | ----------------------- | --- |
| Patrimonialgericht Breternitz      | Breternitz      | Ober- und Niedergericht | zu Fischersdorf |
| Patrimonialgericht Burglemnitz     | Burglemnitz     | Ober- und Niedergericht | von Holleben |
| Patrimonialgericht Döhlen          | Döhlen          | Erbgericht              | Zu Lassen |
| Patrimonialgericht Eichicht        | Eichicht        | Ober- und Niedergericht | seit 1434 Beulwitz |
| Patrimonialgericht Fischersdorf    | Fischersdorf    | Ober- und Niedergericht | 1652 von Dobeneck, 1766 Kretschmann, 1786 von Schauroth, 1788 Eberhardt |
| Patrimonialgericht Ilm             | Dorfilm         | Ober- und Niedergericht | 16. Jahrhundert von Watzdorf, 1560 von Würtzburg, 17. Von Gräfendorf, Gräfin Aemilie Antonie von Schwarzburg-Rudolstadt, 1692 Amtsort |
| Patrimonialgericht Kleingeschwenda | Kleingeschwenda | Erbgericht              | 16. Jahrhundert von Würtzburg und von Watzdorf, 1610 Amtsort |
| Patrimonialgericht Knobelsdorf     | Knobelsdorf     | Ober- und Niedergericht | zu Eiba, seit etwa 1830 vom Amt Schwarzburg |
| Patrimonialgericht Löhma           | Löhma           |                         | ab 1434 von Beulwitz |
| Patrimonialgericht Laasen          | Laasen          | Erbgericht              | von Schönfeld, 1747 Amtsort |
| Patrimonialgericht Munschwitz      | Munschwitz      | Ober- und Niedergericht | zu Löhma |
| Patrimonialgericht Reschwitz       | Reschwitz       | Ober- und Niedergericht | 16. Jahrhundert von Beulwitz, von Lengefeld, von Würtzburg, 1664 von Lengefeld, 1755–1850 von Schönfeld |
| Patrimonialgericht Schweinbach     | Schweinbach     | Erbgericht              | 17. Jahrhundert bis 1790 von Breithaupt, 1790 von Avemann, 1817 Amtsdorf |
| Patrimonialgericht St. Jakob       | St. Jakob       | Ober- und Niedergericht | 1509 von Beulwitz, seitdem zu Löhma |
| Patrimonialgericht Weitisberga     | Weitisberga     | Ober- und Niedergericht | Der Ort war zweiherrlich. In der Schwarzburg-Rudolstädter Hälfte lag die Gerichtsbarkeit im 17. Jahrhundert bei von Watzdorf und von Günderode, 1698 von Ilten und 1739 bis 1850 von Hirschfeld. In der Hälfte von Reuß-Gera war dies 1647 Reuß-Saalburg, 1666 Reuß-Lobenstein, 1678 Reuß-Ebersdorf und 1848 Reuß jüngere Linie |

Die Stadt Leutenberg verfügte über eigene Niedergerichtsbarkeit.